# Poa laxiflora
Poa laxiflora är en gräsart som beskrevs av Samuel Botsford Buckley. Poa laxiflora ingår i släktet gröen, och familjen gräs. Inga underarter finns listade i Catalogue of Life.